# Marcin Wójcik (zawodnik MMA)
Marcin Wójcik (ur. 2 września 1989 w Pile) – polski zawodnik mieszanych sztuk walki (MMA). Były mistrz federacji Gladiator Arena w wadze półciężkiej z 2019 oraz w latach 2020-2021 mistrz federacji FEN w tej samej kategorii. Walczył także dla takich organizacji jak m.in. PLMMA, Cage Warriors czy PFL. Aktualnie związany z organizacją KSW, w której zajmuje 1 miejsce w oficjalnym rankingu wagi półciężkiej.

## Kariera MMA

### Wczesna kariera i turniej KSW
Zawodowo w mieszanych sztukach walki zadebiutował 14 grudnia 2007 roku podczas gali Bushido 5. Zwyciężył walkę już w pierwszej rundzie przez poddanie duszeniem trójkątnym Grzegorza Szatkowskiego.
Trzy miesiące później we Wrocławiu wziął udział w turnieju KSW Eliminacje 2, organizowanym przez Konfrontację Sztuk Walki. Odpadł już w pierwszym etapie (ćwierćfinale) turnieju wagi półciężkiej, ulegając przez techniczny nokaut Tomaszowi Niedźwiedzkiemu.
Kolejne trzy miesiące później podczas gali Warriors Extreme Fighting przegrał przez poddanie duszeniem zza pleców z Markiem Kowalczykiem.
13 marca 2010 podczas czteroosobowego turnieju wagi ciężkiej, organizowanym na gali Ring XF 1: First Battle ponownie został poddany, tym razem uznając w drugiej rundzie wyższość Michała Włodarka. Po tej porażce zrobił sobie od walk trzyletnią przerwę.
Następnie w 2013 roku związał się Profesjonalną Liga MMA, tocząc dla tej organizacji podczas numerycznych gal PLMMA aż 5 pojedynków i tylko raz musiał uznać wyższość rywala. W ostatnim pojedynku, który stoczył 21 listopada 2014 pokonał przez TKO Michała Oleksiejczuka.

### FEN
W 2015 roku stoczył dwie, wygrane walki dla Fight Exclusive Night. Najpierw 31 lipca na FEN 8: Summer Edition w Kołobrzegu zmusił do poddania Krzysztofa Pietraszka w pierwszej rundzie, a następnie na kolejnej gali, FEN 9: Go For It we Wrocławiu pokonał jednogłośną decyzją sędziowską Wojciecha Janusza.

### Dalsze walki w KSW
W 2016 roku przeszedł i powrócił do Konfrontacji Sztuk Walki. 5 marca 2016 w pierwszej, otwierającej walce gali KSW 34: New Order w Warszawie pokonał przez TKO w drugiej odsłonie Tomasza Kondraciuka.
Niespełna trzy miesiące później w gdańsko-sopockiej Ergo Arenie podczas wydarzenia KSW 35: Khalidov vs. Karaoglu wygrał jednogłośnie na punkty z bardziej doświadczonym Michałem Fijałką. Pierwotnie na tej gali Wójcik miał zawalczyć z Karolem Celińskim, jednak ten wypadł z powodu kontuzji kręgosłupa.
Jeszcze w grudniu tego samego roku na gali KSW 37: Circus of Pain poddał w pierwszej odsłonie tzw. gilotyną byłego mistrza brytyjskiej federacji BAMMA Marcina Łazarza. Podobnie jak na poprzedniej gali pierwotnym rywalem Wójcika miał być inny zawodnik, którym tym razem miał zostać doświadczony Atanas Djambazov. Ostatecznie Bułgar wycofał się z walki przez kontuzję. Wójcik po efektownej wygranej z Łazarzem został dodatkowo wyróżniony bonusem pieniężnym za "poddanie wieczoru".
Wójcik będący na passie 8 zwycięstw z rzędu, w tym 3 dla Konfrontacji Sztuk Walki dostał szansę walki o pas mistrza KSW w wadze półciężkiej. Mistrzowski pojedynek, który stoczył 27 maja 2017 podczas KSW 39: Colosseum na Stadionie Narodowym w Warszawie przegrał w ostatniej sekundzie rundy pierwszej przez poddanie (duszenie trójkątne) z panującym mistrzem Tomaszem Narkunem.
Po ostatniej porażce w najważniejszej walce w karierze kolejną stoczył 3 marca 2018 podczas KSW 42: Khalidov vs. Narkun w łódzkiej Atlas Arenie. Wygrał tam z reprezentantem Niemiec pochodzenia Irańskiego, Hatefem Moeilem przez TKO w drugiej rundzie, po tym jak wymęczony rywal nie był zdolny wyjść do trzeciej rundy. Pojedynek przez zastępstwo na 1 dzień przed galą odbył się wyjątkowo w kategorii ciężkiej. Pierwotnie na tej gali Wójcik miał skrzyżować rękawice z Irlandczykiem – Chrisem Fieldsem, jednak ten nie był w stanie dotrzeć do Łodzi z powodu paraliżu komunikacyjnego na terenie całej Irlandii, który spowodowały złe warunki pogodowe.
Następnie Wójcik jako jeden z 4 ogłoszonych zawodników dołączył do turnieju KSW w wadze średniej, który był przepustką w walce finałowej do starcia o pas w tej dywizji. Odpadł 6 października 2018 w półfinale podczas gali KSW 45: The Return to Wembley w Londynie, przegrywając przez nokaut (kopnięcie na wątrobę) z Anglikiem, Scottem Askhamem. Po tej porażce rozstał się z polską organizacją.

### Cage Warriors i Gladiator Arena
Niespełna pięć miesięcy później stoczył jednorazową walkę dla Cage Warriors, którą przegrał na gali z numerkiem 102 przez TKO w drugiej rundzie z Litwinem, Modestasem Bukauskasem. W następnym starciu w tym samym roku, podczas walki wieczoru gali Gladiator Arena 13 w Pyrzycach zdobył pas mistrzowski federacji Gladiator Arena w wadze półciężkiej, pokonując i rewanżując się po latach Michałowi Gutowskiemu.

### Powrót do FEN i walka dla PFL
Następnie w lutym 2020 roku ogłoszono, że związał się ponownie z federacją Fight Exclusive Night.
Podczas gali FEN 28: Lotos Fight Night, która odbyła się 13 czerwca 2020 w Nieporazie stoczył walkę z Rafałem Kijańczukiem. W drugiej rundzie zwyciężył przez TKO, rozbijając ciosami w parterze rywala. Pojedynek dla zwycięzcy tej konfrontacji był tzw. eliminatorem do pasa FEN w wadze półciężkiej.
Walkę o tytuł mistrza FEN stoczył 28 listopada 2020 podczas gali FEN 31: Lotos Fight Night Łódź. Zwyciężył przez TKO w czwartej rundzie z będącym przed tą walką na passie 3 zwycięstw z rzędu pretendentem, Adamem Kowalskim.
Do pierwszej obrony pasa mistrzowskiego FEN w wadze półciężkiej przystąpił 16 października 2021 na gali FEN 36: Fight Night Szczecin. Niespodziewanie w drugiej odsłonie walki został poddany duszeniem brabo przez Brazylijczyka, Edera de Souzę.
Po utracie pasa mistrza odbudował się 12 marca 2022 na FEN 39: Lotos Fight Night, gdzie pokonał przez techniczny nokaut w drugiej rundzie Pawła Hadasia. Pierwotnie Wójcik na tym wydarzeniu miał ponownie spotkać się z Ederem de Souzą w walce o pas, jednak ten nie mógł przylecieć do Polski z powodu zarażenia się koronawirusem.
15 lipca 2023 menadżer Wójcika, Paweł Kowalik poinformował fanów na Twitter'owym profilu Kartel MMA, że „The Giant” podpisał kontrakt z Professional Fighters League i że zawalczy 13 sierpnia na PFL 8: 2022 Playoffs w walijskim Cardiff przeciwko reprezentantowi Libanu – Mohammadowi Fakhreddine'owi. Ostatecznie pierwotny rywal Wójcika wypadł, a jego miejsce zajął Anglik, Mick Stanton. Wójcik wygrał przez poddanie (duszenie zza pleców) już w pierwszej rundzie. 31 stycznia 2023 ogłosił, że odszedł z organizacji PFL.
Po jednorazowej przygodzie w amerykańskiej organizacji ponownie związał się z Fight Exclusive Night. Pierwotnie podczas gali FEN 46 w rodzinnej Pile miał spotkać się w walce z Adamem Biegańskim, jednak ten doznał urazu, który wykluczył go z walki. Ostatecznie nowym przeciwnikiem Wójcika został Brazylijczyk, Ednaldo Oliveira. Wygrał przez TKO pod koniec drugiej rundy.
W głównej walce wieczoru gali FEN 48, która odbyła się 18 sierpnia 2023 Jastrzębiu-Zdróju, zmierzył się z przechodzącym do kategorii półciężkiej Adamem Wieczorkiem. Na początku drugiej rundy Wójcik trafił rywala potężnym prawym sierpowym, po którym ten runął twarzą na matę, a sędzia ringowy przerwał to starcie.

### Powrót do KSW
10 października 2023 największa polska organizacja ogłosiła ponowne zakontraktowanie Wójcika. Następny dzień później KSW przedstawiło fanom zestawienie Wójcika z Henrique da Silvą. Pojedynek odbył się na listopadowej gali XTB KSW 88: Bitwa o Radom. Wójcik znokautował przeciwnika w drugiej odsłonie ciosem podbródkowym wyprowadzonym z prawej ręki. Po walce otrzymał pierwszy bonus za nokaut wieczoru. Zwycięstwo zagwarantowało mu wejście do oficjalnego rankingu wagi półciężkiej KSW.
W styczniu 2024 roku organizacja KSW ogłosiła Wójcika jako jednego z 4 uczestników turnieju w wadze półciężkiej, mającego na celu wyłonienie nowego mistrza. Turniej ten rozegrał się 24 lutego 2024 w Gliwicach podczas gali XTB KSW Epic. Pozostałymi uczestnikami turnieju byli: Rafał Haratyk, Kleber Raimundo Silva oraz Damian Piwowarczyk. Półfinałowe pary wybrali kibice podczas głosowania na stronie federacji. Wybranym rywalem Marcina Wójcika w półfinale został Rafał Haratyk. Przegrał w pierwszej rundzie przez techniczny nokaut, po tym jak został rozbity uderzeniami w parterze przez rywala, tym samym odpadając z turnieju w pierwszym etapie.
Oczekiwano, że podczas gali KSW 97, która odbędzie się 24 sierpnia 2024 w tarnowskiej Arenie Jaskółka wejdzie na zastępstwo za kontuzjowanego Macieja Różańskiego i zawalczy z Damianem Piwowarczykiem. Ostatecznie starcie zostało przełożone na kolejną galę, ze względu na kontuzję Piwowarczyka. 14 września 2024 w Lubinie na gali XTB KSW 98 poddał duszeniem zza pleców rywala w pierwszej rundzie.
Ponad dwa miesiące później podczas jubileuszowej gali XTB KSW 100 w PreZero Arenie Gliwice, zawalczył ponownie z Rafałem Haratykiem. Tym razem starcie w stawce miało na szali pas mistrzowski KSW wagi półciężkiej. Wójcik po raz drugi został znokautowany przez Haratyka.
19 lipca 2025 na gali XTB KSW 108 w Olsztynie, zawalczył z byłym mistrzem KSW wagi półcięzkiej, Ibragimem Czużygajewem. Wójcik wygrał przez techniczny nokaut w drugiej rundzie, zasypując rywala ciosami w parterze.

## Osiągnięcia i nagrody

### Mieszane sztuki walki
- Gladiator Arena
  - 2019: Mistrz Gladiator Arena w wadze półciężkiej[30]
- Fight Exclusive Night
  - 2020-2021: Mistrz FEN w wadze półciężkiej[33][34]
- Konfrontacja Sztuk Walki
  - Bonus za poddanie wieczoru (raz) vs. Marcin Łazarz (2016)[21]
  - Bonus za nokaut wieczoru (raz) vs. Henrique da Silva (2023)[52]

## Lista zawodowych walk w MMA
| Wynik     | Bilans | Przeciwnik (bilans przed walką) | Rozstrzygnięcie                             | Runda | Czas | Rozgrywki                               | Data       | Miejsce          | Uwagi                                                                  |
| --------- | ------ | ------------------------------- | ------------------------------------------- | ----- | ---- | --------------------------------------- | ---------- | ---------------- | ---------------------------------------------------------------------- |
| Wygrana   | 21-10  | Ibragim Czużygajew (19-5)       | TKO (ciosy pięściami w parterze)            | 2     | 4:30 | XTB KSW 108: Soldaev vs. Brichta        | 19.07.2025 | Olsztyn          | Co-Main Event                                                          |
| Przegrana | 20-10  | Rafał Haratyk (19-5-2)          | KO (lewy prosty)                            | 2     | 3:22 | XTB KSW 100: Khalidov vs. Bartosiński   | 16.11.2024 | Gliwice          | Walka o pas mistrzowski KSW w wadze półciężkiej.                       |
| Wygrana   | 20-9   | Damian Piwowarczyk (8-3)        | Poddanie (duszenie zza pleców)              | 1     | 2:46 | XTB KSW 98: Paczuski vs. Zerhouni       | 14.09.2024 | Lubin            |                                                                        |
| Przegrana | 19-9   | Rafał Haratyk (17-5-2)          | TKO (ciosy pięściami w parterze)            | 1     | 4:07 | XTB KSW Epic: Khalidov vs. Adamek       | 24.02.2024 | Gliwice          | Półfinał turnieju KSW w wadze półciężkiej.                             |
| Wygrana   | 19-8   | Henrique da Silva (19-9)        | KO (prawy podbródkowy)                      | 2     | 0:31 | XTB KSW 88: Bitwa o Radom               | 11.11.2023 | Radom            | Powrót do KSW. Bonus za nokaut wieczoru.                               |
| Wygrana   | 18-8   | Adam Wieczorek (11-2)           | KO (prawy sierpowy)                         | 2     | 0:22 | FEN 48: Wójcik vs. Wieczorek            | 18.08.2023 | Jastrzębie-Zdrój | Main Event                                                             |
| Wygrana   | 17-8   | Ednaldo Oliveira (21-11-1. 1NC) | TKO (ciosy pięściami w parterze)            | 2     | 4:52 | FEN 46: Kuberski vs. Wojciechowski      | 27.05.2023 | Piła             | Limit umowny do 98 kg. Co-Main Event                                   |
| Wygrana   | 16-8   | Mick Stanton (9-6)              | Poddanie (duszenie zza pleców)              | 1     | 4:04 | PFL 8: 2022 Playoffs                    | 13.08.2022 | Cardiff          |                                                                        |
| Wygrana   | 15-8   | Paweł Hadaś (7-1)               | TKO (ciosy pięściami w parterze)            | 2     | 3:08 | FEN 39: Lotos Fight Night               | 12.03.2022 | Ząbki            | Co-Main Event                                                          |
| Przegrana | 14-8   | Eder de Souza (18-7)            | Techniczne poddanie (duszenie brabo)        | 2     | 2:20 | FEN 36: Fight Night Szczecin            | 16.10.2021 | Szczecin         | Stracił pas mistrzowski FEN w wadze półciężkiej. Co-Main Event         |
| Wygrana   | 14-7   | Adam Kowalski (12-5-1)          | TKO (ciosy pięściami w parterze)            | 4     | 2:30 | FEN 31: Lotos Fight Night Łódź          | 28.11.2020 | Łódź             | Zdobył pas mistrzowski FEN w wadze półciężkiej.                        |
| Wygrana   | 13-7   | Rafał Kijańczuk (8-2)           | TKO (ciosy pięściami w parterze)            | 2     | 3:10 | FEN 28: Lotos Fight Night               | 13.06.2020 | Nieporaz         | Eliminator do walki o pas mistrzowski FEN w wadze półciężkiej.         |
| Wygrana   | 12-7   | Michał Gutowski (9-9)           | Poddanie (ciosy pięściami w parterze)       | 1     | 2:20 | Gladiator Arena 13: Wójcik vs. Gutowski | 26.10.2019 | Pyrzyce          | Zdobył pas mistrzowski Gladiator Arena w wadze półciężkiej. Main Event |
| Przegrana | 11-7   | Modestas Bukauskas (7-2)        | TKO (ciosy pięściami)                       | 2     | 4:09 | Cage Warriors 102                       | 02.03.2019 | Londyn           |                                                                        |
| Przegrana | 11-6   | Scott Askham (16-4)             | KO (kopnięcie na wątrobę)                   | 1     | 1:37 | KSW 45: The Return to Wembley           | 06.10.2018 | Londyn           | Półfinał turnieju KSW w wadze średniej.                                |
| Wygrana   | 11-5   | Hatef Moeil (4-3)               | TKO (niezdolność do kontynuowania walki)    | 2     | 5:00 | KSW 42: Khalidov vs. Narkun             | 03.03.2018 | Łódź             | Pojedynek w wadze ciężkiej.                                            |
| Przegrana | 10-5   | Tomasz Narkun (13-2)            | Poddanie (duszenie trójkątne)               | 1     | 4:59 | KSW 39: Colosseum                       | 27.05.2017 | Warszawa         | Pojedynek o pas mistrzowski KSW wadze półciężkiej.                     |
| Wygrana   | 10-4   | Marcin Łazarz (9-3)             | Poddanie (duszenie gilotynowe)              | 1     | 3:43 | KSW 37: Circus of Pain                  | 03.12.2016 | Kraków           | Bonus za poddanie wieczoru.                                            |
| Wygrana   | 9-4    | Michał Fijałka (15-5-1)         | Decyzja (jednogłośna)                       | 3     | 5:00 | KSW 35: Khalidov vs. Karaoglu           | 27.05.2016 | Gdańsk/Sopot     |                                                                        |
| Wygrana   | 8-4    | Tomasz Kondraciuk (11-5)        | TKO (ciosy pięściami)                       | 2     | 1:31 | KSW 34: New Order                       | 05.03.2016 | Warszawa         |                                                                        |
| Wygrana   | 7-4    | Wojciech Janusz (4-0)           | Decyzja (jednogłośna)                       | 3     | 5:00 | FEN 9: Go For It                        | 07.11.2015 | Wrocław          |                                                                        |
| Wygrana   | 6-4    | Krzysztof Pietraszek (4-6)      | Poddanie (duszenie trójkątne rękoma)        | 1     | 3:05 | FEN 8: Summer Edition                   | 31.07.2015 | Kołobrzeg        | Debiut w FEN.                                                          |
| Wygrana   | 5-4    | Michał Oleksiejczuk (3-1)       | TKO (ciosy pięściami)                       | 1     | 2:12 | PLMMA 44                                | 21.11.2014 | Bieżuń           |                                                                        |
| Wygrana   | 4-4    | Bartłomiej Wydra (0-0)          | Poddanie (dźwignia prosta na staw łokciowy) | 1     | 3:47 | PLMMA 41: Extra                         | 24.10.2014 | Legionowo        |                                                                        |
| Wygrana   | 3-4    | Wojciech Balejko (1-0)          | Poddanie (duszenie trójkątne rękoma)        | 1     | 2:40 | PLMMA 31: Extra                         | 12.04.2014 | Koszalin         |                                                                        |
| Przegrana | 2-4    | Michał Gutowski (6-5)           | Decyzja (niejednogłośna)                    | 3     | 5:00 | PLMMA 23                                | 19.10.2013 | Białystok        |                                                                        |
| Wygrana   | 2-3    | Artur Mroczek (0-1)             | TKO (ciosy pięściami)                       | 3     | 2:03 | PLMMA 16                                | 11.05.2013 | Koszalin         | Debiut w PLMMA.                                                        |
| Przegrana | 1-3    | Michał Włodarek (0-0)           | Poddanie (duszenie trójkątne rękoma)        | 2     | 1:25 | Ring XF 1: First Battle                 | 13.03.2010 | Zgierz           | Pólfinał turnieju wagi półciężkiej.                                    |
| Przegrana | 1-2    | Marek Kowalczyk (0-1)           | Poddanie (duszenie zza pleców)              | 1     | 1:33 | Warriors Extreme Fighting               | 27.06.2008 | Wrocław          |                                                                        |
| Przegrana | 1-1    | Tomasz Niedźwiecki (0-0)        | TKO (ciosy pięściami)                       | 1     | 1:07 | KSW Eliminacje 2                        | 29.03.2008 | Wrocław          | Debiut w KSW. Ćwierćfinał turnieju wagi półciężkiej.                   |
| Wygrana   | 1-0    | Grzegorz Szatkowski (0-0)       | Poddanie (duszenie trójkątne rękoma)        | 1     | ?    | Bushido 5 – Martial Arts Gala           | 14.12.2007 | Piła             |                                                                        |